# بيرجيت بول
بيرجيت بول (22 أبريل 1954 - 21 يونيو 2022)، هي منافسة ألعاب القوى ألمانية، تتنافس بشكل رئيسي في الرماية. شاركت في أول ألعاب المعاقين في عام 1996 في أتلانتا بالولايات المتحدة حيث فازت بميدالية ذهبية في رمي الجلة F32–33. عادت إلى الألعاب البارالمبية الصيفية لعام 2000 في سيدني أستراليا حيث فازت بالميدالية الذهبية في رمي القرص F33–34.